# Ряд Котельникова
Ряд Котельникова, Ряд Уиттекера—Котельникова— Шеннона — ряд, служащий для восстановления непрерывного сигнала с ограниченным спектром из последовательности равноотстоящих значений (отсчётов).

## Интерполяционная формула
Теорема Котельникова гласит, что при некоторых ограничивающих условиях функция {\displaystyle x(t)} может быть точно восстановлена после её дискретизации, {\displaystyle x[n]=x(n\Delta t),} рядом Котельникова:
{\displaystyle x(t)=\sum _{n=-\infty }^{\infty }x[n]\cdot \operatorname {sinc} \left[{\frac {\pi }{\Delta t}}(t-n\Delta t)\right],}
где {\displaystyle \operatorname {sinc} (x)=\sin(x)/x} — sinc-функция,
{\displaystyle \Delta t=1/f_{s}} — период дискретизации,
{\displaystyle f_{s}} — частота дискретизации.

### Граничные условия
Есть два граничных условия, которые должны быть удовлетворены, для того чтобы выполнялась интерполяционная формула:
1. Спектр сигнала {\displaystyle x(t)} должен быть финитен (ограничен по частоте), то есть преобразование Фурье от функции {\displaystyle x(t)} должно обладать следующим свойством: {\displaystyle {\mathcal {F}}\{x(t)\}=X(f)=0} для {\displaystyle |f|\geqslant B.} Это возможно только в том случае, когда сигнал {\displaystyle x(t)} нефинитен (неограничен по времени).
2. Частота дискретизации {\displaystyle f_{s}} должна в два раза или более раз превышать значение {\displaystyle B}, то есть {\displaystyle f_{s}\geqslant 2B}, или что эквивалентно: {\displaystyle T\leqslant {\frac {1}{2B}},} где {\displaystyle T} — период дискретизации.

Интерполяционная формула воссоздаёт оригинальный сигнал {\displaystyle x(t)} только тогда, когда эти два условия будут выполнены. В противном случае возникает наложение высокочастотных компонентов на низкочастотные — алиасинг.

### Выбор частоты дискретизации
Так как реальные сигналы ограничены по времени (финитны), то они имеют бесконечный спектр, поэтому в качестве максимальной частоты в спектре приходится выбирать некоторую частоту {\displaystyle f_{m}}, определяющую эффективную ширину спектра. Поэтому на практике частоту дискретизации выбирают с некоторым запасом, например, {\displaystyle f_{d}>3B} или {\displaystyle f_{d}=2,5...5~B}. Также на практике эффект наложения спектров может быть уменьшен сглаживанием исходного аналогового сигнала путём фильтрации самых верхних его частот. При этом такое сглаживание (англ. anti-aliasing) должно быть выполнено до дискретизации аналогового сигнала. Фильтры нижних частот, сглаживающие сигнал перед дискретизацией, называются антиалиасинговыми.
Если {\displaystyle {\mathcal {F}}\{x(t)\}=0} только, начиная с {\displaystyle |f|>B,} что имеет место для неограниченного по времени синусоидального сигнала с несущей частотой {\displaystyle f_{0},} у которого в спектре содержатся лишь две составляющие с частотами {\displaystyle -f_{0}} и {\displaystyle f_{0},} то в этом случае спектр {\displaystyle {\mathcal {F}}\{x(t)\}} равен нулю для {\displaystyle |f|} строго больших {\displaystyle f_{0}=B.} Поэтому в этом случае необходимо, чтобы частота дискретизации строго превышала удвоенную максимальную частоту сигнала {\displaystyle f_{s}>2B}. Однако такое строгое неравенство требуется лишь в том случае, когда значение спектра сигнала на максимальной частоте не равно нулю. Если на максимальной частоте спектр сигнала равен нулю, то необходимость в строгом неравенстве отпадает.

## Интерполяция как сумма свёртки
Интерполяционная формула выведенная в теореме Котельникова указывает на то что, она также может быть выражена как свёртка «гребёнки» Дирака с sinc-функцией:
{\displaystyle x(t)=\left(\sum _{n=-\infty }^{\infty }x[n]\cdot \delta (t-n\Delta t)\right)\cdot \mathrm {sinc} \left({\frac {\pi t}{\Delta t}}\right).}
Это эквивалентно фильтрации «гребёнкой» Дирака с помощью идеального низкочастотного фильтра.

## Сходимость
Интерполяционная формула всегда сходится, конечно и локально равномерно при условии:
{\displaystyle \sum _{n\in \mathbb {Z} ,\;n\neq 0}\left|{\frac {x[n]}{n}}\right|<\infty .}
Неравенство Гёльдера считается выполненным, если последовательность {\displaystyle \{x[n]\}_{n\in \mathbb {Z} }} принадлежит к любому из {\displaystyle \ell ^{p}(\mathbb {Z} ,\;\mathbb {C} )}-пространств, где {\displaystyle 1<p<\infty }, что эквивалентно условию:
{\displaystyle \sum _{n\in \mathbb {Z} }|x[n]|^{p}<\infty .}
Это условие достаточно, но не необходимо.